# Le Mesnil
Pour les articles homonymes, voir Mesnil.
Le Mesnil est une commune française, située dans le département de la Manche en région Normandie, peuplée de 204 habitants.

## Géographie

### Localisation
Les communes limitrophes sont Fierville-les-Mines, Saint-Georges-de-la-Rivière, Saint-Maurice-en-Cotentin et Port-Bail-sur-Mer.

### Hydrographie
La commune est située dans le bassin Seine-Normandie. Elle est drainée par le Gris, le cours d'eau 01 du Pont Peint et le fossé 01 de la commune de Saint-Maurice-en-Cotentin,,.
Le Gris, d'une longueur de 14 km, prend sa source dans la commune de Saint-Maurice-en-Cotentin et se jette dans le golfe de Saint-Malo à Port-Bail-sur-Mer, après avoir traversé quatre communes.

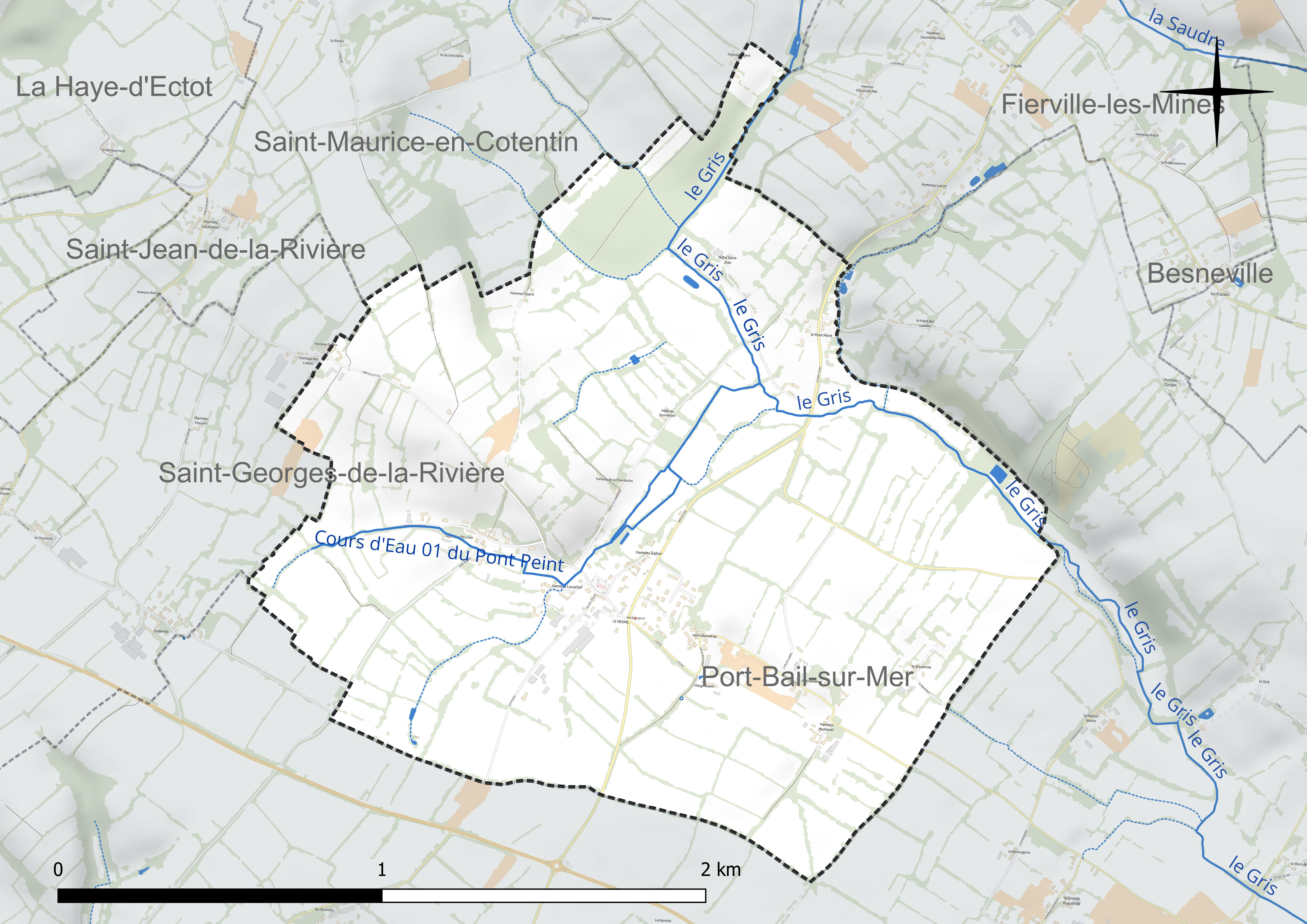
Réseau hydrographique du Mesnil.

### Climat
Pour des articles plus généraux, voir Climat de la Normandie et Climat de la Manche.
En 2010, le climat de la commune est de type climat océanique franc, selon une étude du CNRS s'appuyant sur une série de données couvrant la période 1971-2000. En 2020, Météo-France publie une typologie des climats de la France métropolitaine dans laquelle la commune est exposée à un climat océanique et est dans la région climatique Normandie (Cotentin, Orne), caractérisée par une pluviométrie relativement élevée (850 mm/a) et un été frais (15,5 °C) et venté. Parallèlement le GIEC normand, un groupe régional d’experts sur le climat, différencie quant à lui, dans une étude de 2020, trois grands types de climats pour la région Normandie, nuancés à une échelle plus fine par les facteurs géographiques locaux. La commune est, selon ce zonage, exposée à un « climat maritime », correspondant au Cotentin et à l'ouest du département de la Manche, frais, humide et pluvieux, où les contrastes pluviométrique et thermique sont parfois très prononcés en quelques kilomètres quand le relief est marqué.
Pour la période 1971-2000, la température annuelle moyenne est de 11,1 °C, avec une amplitude thermique annuelle de 11 °C. Le cumul annuel moyen de précipitations est de 896 mm, avec 13,8 jours de précipitations en janvier et 7,9 jours en juillet. Pour la période 1991-2020, la température moyenne annuelle observée sur la station météorologique la plus proche, située sur la commune de Cherbourg-en-Cotentin à 30 km à vol d'oiseau, est de 12,1 °C et le cumul annuel moyen de précipitations est de 963,9 mm,. Pour l'avenir, les paramètres climatiques de la commune estimés pour 2050 selon différents scénarios d’émission de gaz à effet de serre sont consultables sur un site dédié publié par Météo-France en novembre 2022.

## Urbanisme

### Typologie
Au 1er janvier 2024, Le Mesnil est catégorisée commune rurale à habitat dispersé, selon la nouvelle grille communale de densité à sept niveaux définie par l'Insee en 2022.
Elle est située hors unité urbaine et hors attraction des villes,.

### Occupation des sols
L'occupation des sols de la commune, telle qu'elle ressort de la base de données européenne d’occupation biophysique des sols Corine Land Cover (CLC), est marquée par l'importance des territoires agricoles (100 % en 2018), une proportion identique à celle de 1990 (100 %).
La répartition détaillée en 2018 est la suivante : terres arables (44,3 %), prairies (42 %), zones agricoles hétérogènes (13,8 %).

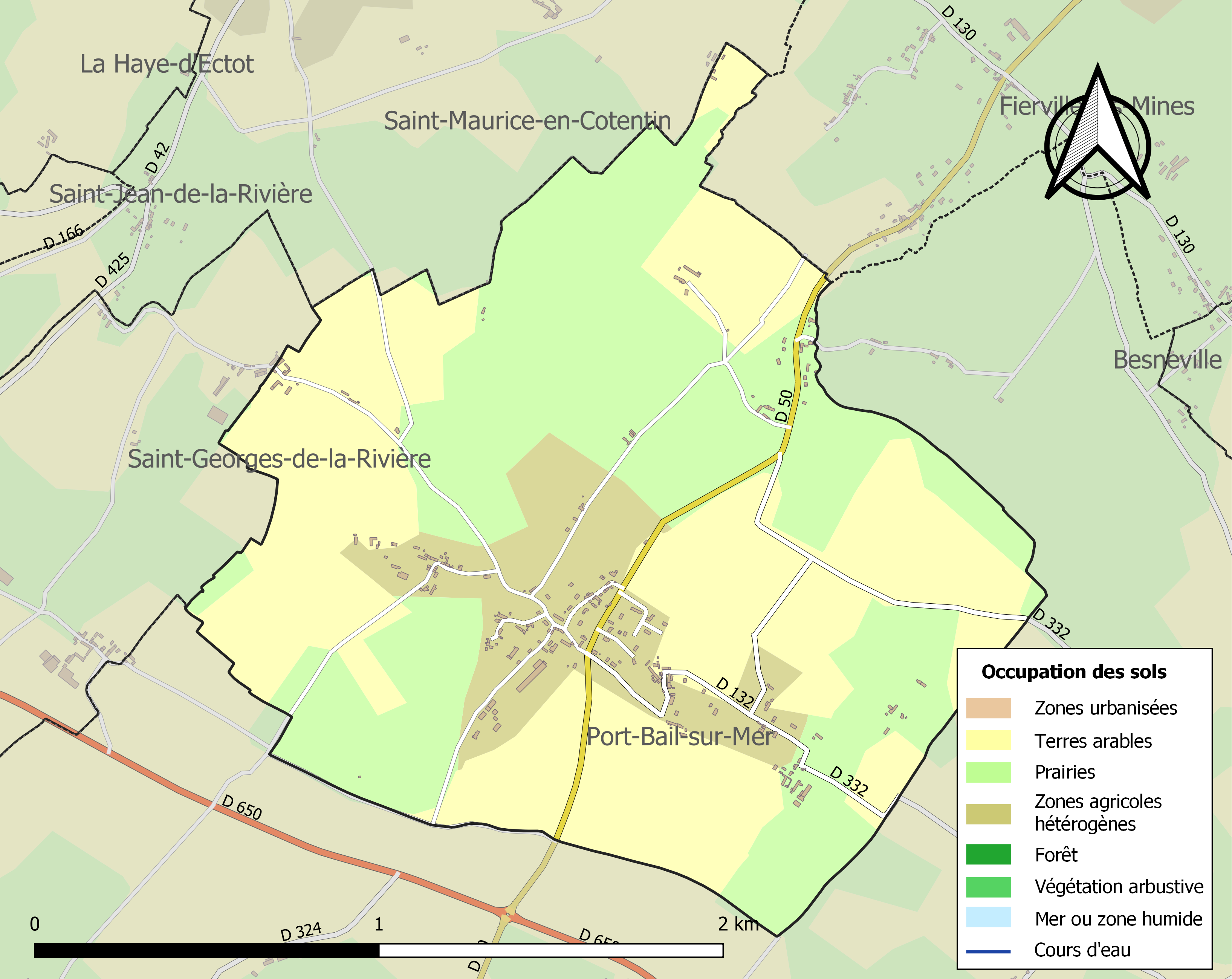
Carte des infrastructures et de l'occupation des sols de la commune en 2018 (CLC).

L'évolution de l’occupation des sols de la commune et de ses infrastructures peut être observée sur les différentes représentations cartographiques du territoire : la carte de Cassini (XVIIIe siècle), la carte d'état-major (1820-1866) et les cartes ou photos aériennes de l'IGN pour la période actuelle (1950 à aujourd'hui).

## Toponymie
Le nom de la localité est attesté sous les formes Sanctus Martinus de Maisnil vers 1200, Sanctus Martinus de Mesnillo vers 1280, Saint-Martin d'Ouvrouville en 1302, du Mesnil au XVe siècle.
« Mesnil », toponyme très répandu en France, à partir de Mansionem, le bas latin a créé un nouveau terme dérivé du mot latin mansionile, diminutif de mansio, demeure, habitation, maison. Devenu en français médiéval maisnil, mesnil, « maison avec terrain ».

## Histoire
Jusqu'à la Révolution, le village est connue sous le nom de Saint-Martin-du-Mesnil, parfois Saint-Martin seul. Quelquefois on trouve aussi dans les textes la forme Le Mesnil-Saint-Martin.

### Moyen Âge
Vers le XIe siècle, la paroisse dépendait de l'honneur de la Haye.

### Temps modernes
Dans la première moitié du XVIIIe siècle, la paroisse a pour seigneur et patron Pancrace Hellouin (1683-1755), écuyer, sieur d'Ancteville, également seigneur et patron de Portbail et Saint-Martin-du-Mesnil, conseiller du roi, bailli de longue robe et lieutenant général civil et criminel au bailliage de Saint-Sauveur-Lendelin.
Avant la Révolution française, la paroisse a pour seigneur François Hyacinthe Lefèvre de la Grimmonière, également seigneur de Digosville, de Garancières (Digosville), de la Bretonnière et la Hanaudière, lieutenant de Dragons en la Compagnie Moncouvenant de Sainte Suzanne.

### Les fiefs nobles
Plusieurs fiefs noble du secteur : le fief de Lanquetot, la châtellenie du Dicq, le fief du Parc, le fief Hérauville, le fief de La Balle d'Aubigny, le fief des Moitiers et le fief de Grye, avait des extensions sur la paroisse.

#### Fief des Moitiers
Le fief des Moitiers, quart de fief de haubert, relevant de la baronnie de l'Angle de Néhou, avait des extensions à Portbail, Gouey, Saint-Jean-de-la-Rivière et Saint-Georges-de-la-Rivière.
En 1567, les héritiers de Raoul de Glatigny, sieurs des Moustiers, sont taxés pour ce fief de 60 solz dans le rôle des nobles et roturiers, au titre du ban et de l'arrière ban de la vicomté de Coutances, réalisé par Gilles Dancel, seigneur d'Audouville, lieutenant général du bailli de Cotentin, tenu à Coutances les 20-22 octobre.
En 1577, Alexis Beaudrap, sieur de Rucqueville (Gouey), « ayant été pourvu par le roy à l'estat et office de greffier de Saint-Martin-du-Mesnil », sera anobli, par finances, en octobre 1596. De ses cinq fils, c'est Nicolas qui lui succèdera ; Jacques poursuivra la branche de Rucqueville à Portbail et Éliot celle de Caillemont à Saint-Georges-de-la-Rivière. Nicolas, sieur des Moitiers au Mesnil (fl. 1644) aura deux fils dont Jacques, père de Thomas de Beaudrap († 26 janvier 1741), seigneur des Moitiers, capitaine d'infanterie, époux de Louise Foliot de Fierville avec qui il eut deux fils et deux filles, dont Jean-Jacques-Adrien-Thomas Beaudrap (Le Mesnil, 13 mai 1726 - 26 octobre 1754), mort à l'âge de 28 ans et inhumé dans l'église du Mesnil, qui avait épousé Madeleine Gigault de Bellefonds avec qui il eut quatre enfants, dont Thomas-François (Hainneville, 18 septembre 1750 - Saint-Sauveur-le-Vicomte, 1819), et Jean-Léonor (Valognes, 24 avril 1755 -).
Il fut vendu le 7 janvier 1644 par Jean-François Des Maires à Nicolas de Beaudrap, écuyer, qui avait son manoir au Mesnil, l'actuel Hôtel de Beaudrap.

#### Fief de La Balle d'Aubigny
Le 6 août 1549, Robert Anquetil, seigneur de Baudreville vend celui de La Balle d'Aubigny, sis à Portbail et Saint-Martin-du-Mesnil, à Pierre du Castel.

## Politique et administration

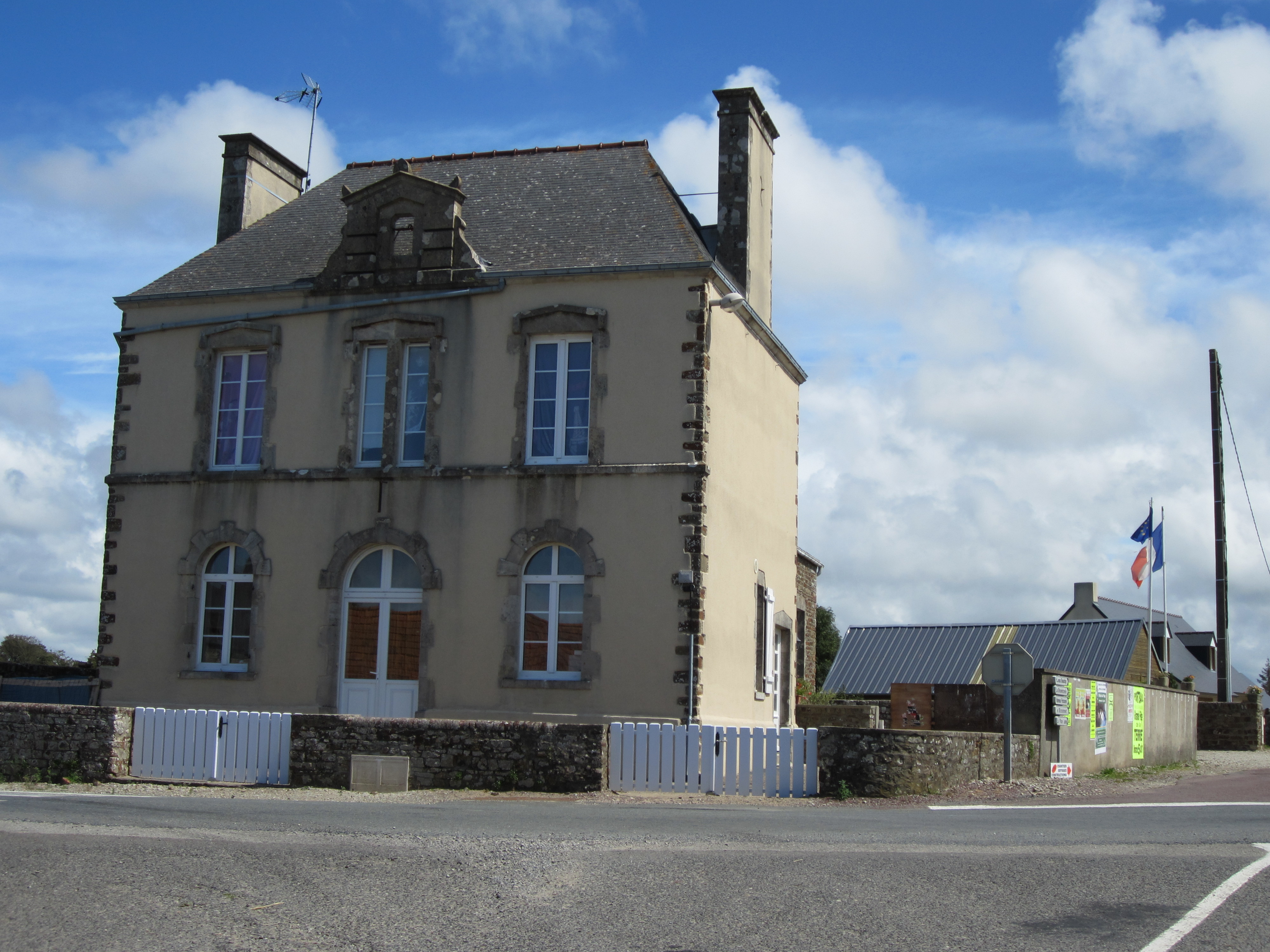
La mairie.

| Période                                                                              | Période   | Identité                      | Étiquette | Qualité              |
| ------------------------------------------------------------------------------------ | --------- | ----------------------------- | --------- | -------------------- |
|                                                                                      |           | Thomas Hervieu                |           |                      |
| …1792                                                                                | 1795…     | Jean Henry                    |           |                      |
| …1796                                                                                | 1796…     | Jean Besselièvre              |           |                      |
| 1797                                                                                 | 1799…     | Thomas Hervieu                |           |                      |
| 1800                                                                                 | 1815      | Jean Henry                    |           |                      |
| 1815                                                                                 | 1851      | Jacques François Lacotte      |           |                      |
| 1851                                                                                 | 1860      | Louis Langlois                |           |                      |
| 1860                                                                                 | 1863      | Auguste Renou                 |           |                      |
| 1863                                                                                 | 1876      | François Dolbet               |           |                      |
| 1876                                                                                 | 1881      | Auguste Frigout               |           |                      |
| 1881                                                                                 | 1894      | Louis Lavechef                |           |                      |
| 1894                                                                                 | 1900      | Léon Henry                    |           |                      |
| 1900                                                                                 | 1919      | Jean Lavechef                 |           |                      |
| 1919                                                                                 | 1967      | Louis Dolbet                  |           |                      |
| 1967                                                                                 | 1989      | Jean Bataille                 |           |                      |
| 1989                                                                                 | 2001      | Bernard André                 |           |                      |
| 2001                                                                                 | 2008      | Marie-Thérèse Dolbet-Flambard |           |                      |
| 2008                                                                                 | juin 2020 | Daniel Mellet                 |           | Agriculteur retraité |
| juin 2020                                                                            | En cours  | Jean-Paul Vasselin            |           | Retraité transport   |
| Une partie des données est issue d'une liste établie par Jean Pouëssel et la mairie. |           |                               |           |                      |

## Population et société
Les habitants de la commune sont appelés les Mesnillois.

### Démographie
L'évolution du nombre d'habitants est connue à travers les recensements de la population effectués dans la commune depuis 1793. Pour les communes de moins de 10 000 habitants, une enquête de recensement portant sur toute la population est réalisée tous les cinq ans, les populations de référence des années intermédiaires étant quant à elles estimées par interpolation ou extrapolation. Pour la commune, le premier recensement exhaustif entrant dans le cadre du nouveau dispositif a été réalisé en 2008.
En 2022, la commune comptait 204 habitants, en évolution de −6,42 % par rapport à 2016 (Manche : −0,31 %, France hors Mayotte : +2,11 %).
| 1793 | 1800 | 1806 | 1821 | 1831 | 1836 | 1841 | 1846 | 1851 |
| ---- | ---- | ---- | ---- | ---- | ---- | ---- | ---- | ---- |
| 309  | 313  | 362  | 443  | 370  | 432  | 410  | 368  | 335  |

| 1856 | 1861 | 1866 | 1872 | 1876 | 1881 | 1886 | 1891 | 1896 |
| ---- | ---- | ---- | ---- | ---- | ---- | ---- | ---- | ---- |
| 349  | 366  | 351  | 317  | 291  | 293  | 268  | 245  | 226  |

| 1901 | 1906 | 1911 | 1921 | 1926 | 1931 | 1936 | 1946 | 1954 |
| ---- | ---- | ---- | ---- | ---- | ---- | ---- | ---- | ---- |
| 230  | 230  | 203  | 173  | 170  | 160  | 161  | 147  | 150  |

| 1962 | 1968 | 1975 | 1982 | 1990 | 1999 | 2006 | 2008 | 2013 |
| ---- | ---- | ---- | ---- | ---- | ---- | ---- | ---- | ---- |
| 164  | 147  | 147  | 148  | 150  | 162  | 186  | 194  | 211  |

| 2018 | 2022 | - | - | - | - | - | - | - |
| ---- | ---- | - | - | - | - | - | - | - |
| 220  | 204  | - | - | - | - | - | - | - |

## Culture locale et patrimoine

### Lieux et monuments
- Église Saint-Martin des Xe, XIIe, XVe – XVIIe siècles[39]. D'origine romane, elle a conservé de cette époque notamment la nef avec ses modillons[40], tous différents, le chœur et les chapiteaux de l'arc triomphal. Robert de La Haye († 1154-1155), baron de la Haye-du-Puits et sa femme Muriel de Lincoln donnèrent le patronage de l'église à l'abbaye de Lessay[34].

Elle abrite une statue de saint Martin évêque du XVe classée au titre objet aux monuments historiques, un autel avec retable en relief du XIXe, les statues de saint Jean Baptiste du XVIe, une Vierge à l'Enfant du XVIIe, une verrière du XXe de Paul Bony et la pierre tombale d'Alexis de Beaudrap à la porte sud avec l'inscription « Alexis Beaudrap, vivant sieur de Ruc(queville)… ».
En 1665, Jacques Poërier, après le décès de son père, recevra le patronage honoraire de l'église de Saint-Martin-du-Mesnil, ainsi que celui de l'église Notre-Dame de Portbail.
- Hôtel Beaudrap et ses communs[43]. Ancien manoir seigneurial de la famille Beaudrap des XVIe – XVIIe siècles. Sur le manteau d'une cheminée, sur une plaque de pierre peinte en marron, et au-dessus d'une porte en accolade, sur un blason peint surmonté des initiales N et B, on peut voir les armes de Nicolas Beaudrap, d'azur au chevron d'argent accompagné de deux étoiles d'or en chef et d'un croissant d'or en pointe[44].

En 1596, Alexis Beaudrap, greffier de la taille de Saint-Martin du Mesnil, est anobli par finances. Son fils, Nicolas Beaudrap, seigneur des Moitiers, habite, en 1644, au Mesnil. Jacques Beaudrap, fils de Nicolas qui précède, épouse, en 1668, Marie Gardin. En 1726, naît au Mesnil Jean-Jacques Beaudrap, petit-fils de Nicolas. Barbey d'Aurevilly se servira de Thomas-François Beaudrap, officier du régiment de Touraine et émigré, né à Hainneville en 1750 et mort en 1819, pour en faire son personnage du « baron Hylas de Fierdrap » dans le Chevalier des Touches. Depuis le XIXe siècle, il est divisé en deux parties.
- Hôtel Saint-Jean de la fin du XVIe , début XVIIe siècle, remanié au XVIIIe siècle, et qui était l'ancien manoir du fief d'Hérauville.

En 1733, il était la possession de Jean Cuquemelle qui demeurait sur la paroisse de Saint-Maurice, et qui louait le logis et les terres à Pierre Guillaume Roualle, demeurant en la Cour de Saint-Maurice, pour 450 livres par an.
- Croix de cimetière du XVIIe siècle.
- Croix de chemin dite Croix des Monts du XVIIe siècle.
- Calvaire du XVIIe ou XVIIIe siècle, et if funéraire.
- Presbytère. La paroisse ayant perdu son ancien presbytère sous la Révolution, celui-ci fut acheté en 1820 à Mme Beaudrap de Carmesnil. Le bâtiment du XVIIIe siècle a été restauré en 1820[27].
- Moulin à vent de Lanctot[46].

### Héraldique
Pour un article plus général, voir Armorial des communes de la Manche.
| Blason de Le Mesnil | Blason  | D'azur au chevron d'argent accompagné en chef de deux étoiles d'or et en pointe d'un croissant du même. |
| Blason de Le Mesnil | Détails | Armes de la famille de Beaudrap. Présent sur le site Internet de la commune.                            |